# Synagoga v Karlových Varech

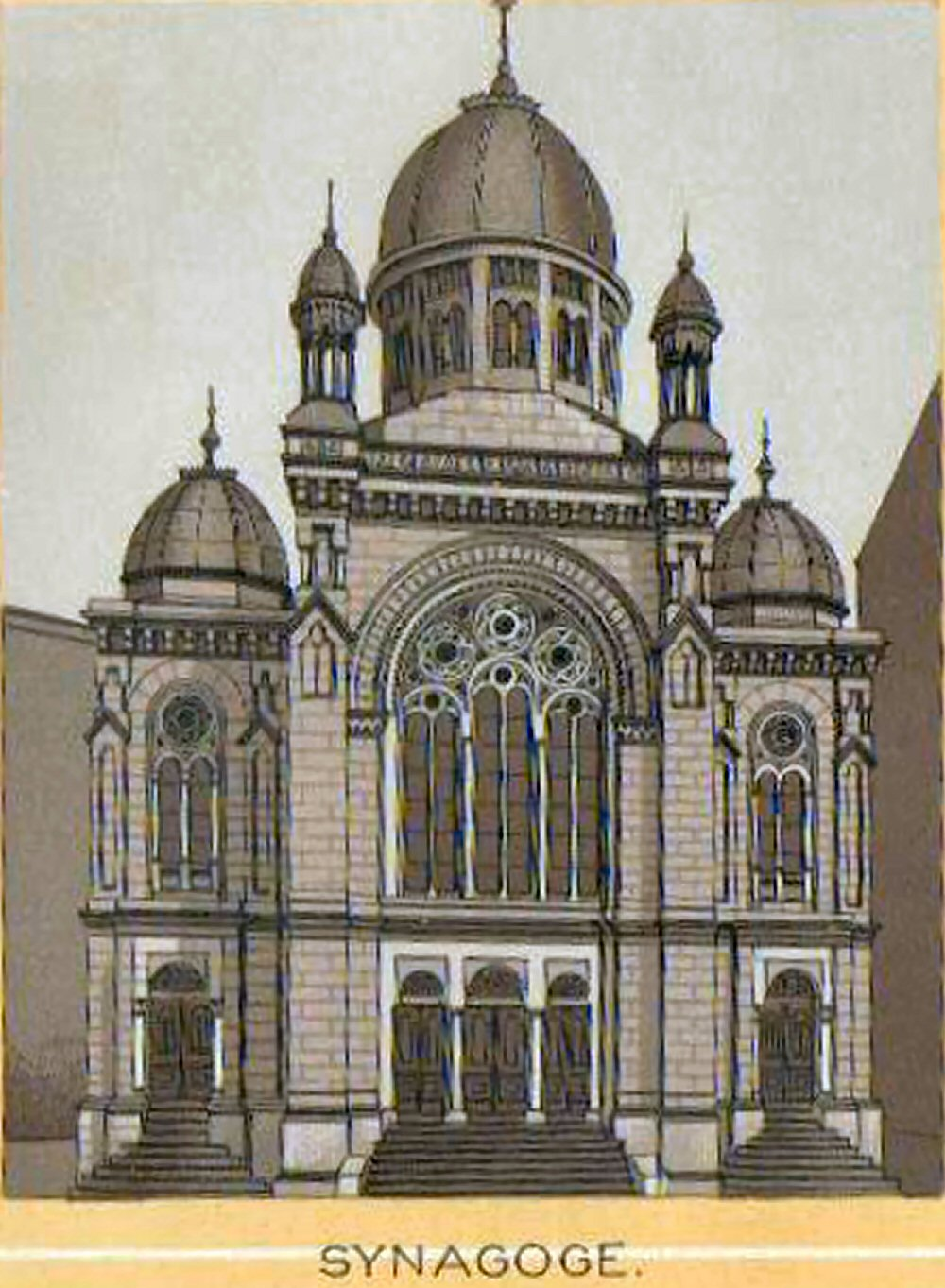
Průčelí stavby s patrnými novorománskými prvky

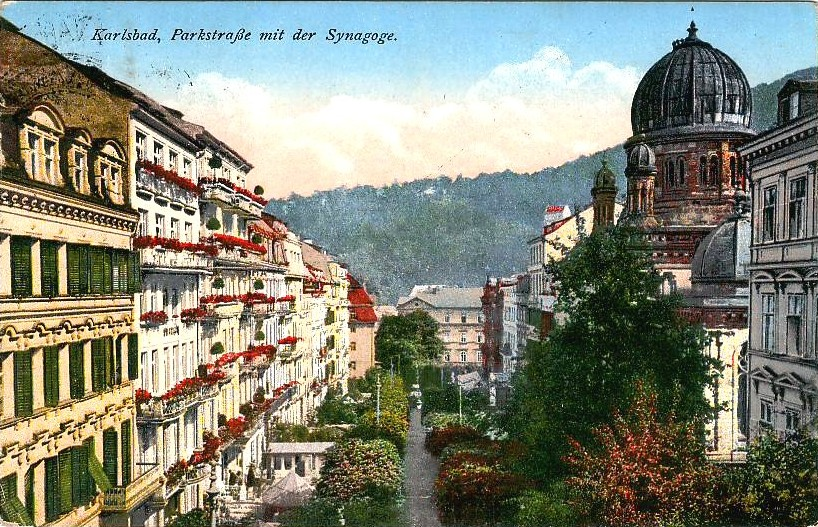
Pohled na Sadovou třídu s budovou synagogy

Synagoga v Karlových Varech, neboli Tempel, stála v lázeňském městě Karlových Varů mezi lety 1877–1938.  Během tzv. Křišťálové noci 10. listopadu 1938 v pozdním odpoledni byl vypleněn vzácný interiér, synagoga vypálena a srovnána se zemí nacisty.

## Historie židovské obce
Není známo, zda před rokem 1499, kdy to král Vladislav II. zakázal, žilo ve městě nějaké židovské obyvatelstvo. Do revolučního roku 1848 Židé, povětšinou obchodníci zásobující lázeňské hosty, směli ve městě pobývat pouze přes letní sezonu. Místní židovská komunita tak měla své centrum zejména v nedalekém Hroznětíně. Například roku 1834 policie zjistila 30 osob židovského vyznání tajně sídlících ve městě.
Ovšem již roku 1847 byl pro židovské lázeňské hosty na návrší nad městem zřízen malý zděný domek, který sloužil jako modlitebna (dnes zde stojí hotel Imperial).[zdroj?] V témže roce byla zprovozněna i škola, chrámový sbor zpěváků, spolek židovských žen, špitál, chudobinec, starobinec a pohřební bratrstvo. Roku 1864 byl ustanoven židovský náboženský spolek, který byl již o čtyři roky později, roku 1868,[zdroj?] změněn na samostatnou náboženskou obec. Roku 1869 žilo v Karlových Varech již přes 100 židovských rodin a jejich počet neustále stoupal. Posléze došlo k reorganizaci systému sociální péče a vznikla celá židovská nemocnice, židovská rituální restaurace, domov stáří, nedlouho poté byl zřízen v Shlaggenwaldu i židovský rekreační dům. Roku 1930 se ve sčítání lidu k židovskému vyznání přihlásilo 2120 občanů města, což bylo 10 % tehdejších obyvatel. Ve skutečnosti ale v Karlových Varech žilo Židů více, jelikož zde pobývalo mnoho židovských lázeňských hostí.
Židovská rodina Moserů vybudovala v Karlových Varech sklárnu vyrábějící světově proslulé umělecké sklo, rodinná firma Davida Bechera založila světoznámou výrobnu likéru Becherovka.

## Synagoga
Vzhledem k nebývalému rozkvětu místní židovské obce bylo rozhodnuto postavit novou, reprezentativní stavbu synagogy, kam by se věřící pohodlně vešli všichni. Chrám byl vystavěn podle návrhu stuttgartského architekta Adolfa Wolffa v novorománském a novogotickém eklektickém stylu v Sadové třídě v letech 1875–1877 a ještě téhož roku slavnostně vysvěcena. Stavbu provádělo stavební podnikatelství pražského stavitele Franze Schöna. Budova měřila na délku 36, na šířku 22 a na výšku 40 metrů. Měla jednu hlavní a dvě menší, postranní kopule. Dodala lesk nejen celé ulici, ale stala se jednou z dominant celého města. Náklad na celou stavbu, hrazený místními a hosty, byl 155 000 zlatých. Dovnitř se pohodlně vešlo až 1200 věřících.
V synagoze působil mezi lety 1888 až 1938, tedy plných padesát let, význačný československý reformní rabín dr. Ignác Ziegler.

## Zánik
Synagoga sloužila místní židovské obci až do připojení Sudet k nacistickému Německu na základě mnichovské dohody. V rámci křišťálové noci z 9. na 10. listopadu 1938 byla budova vypleněna a zapálena, celá vyhořela a v roce 1939 byly její trosky odstraněny. Stejný osud potkal židovskou nemocnici a několik dalších budov připomínajících židovský element. Židé, kteří se včas nezachránili útěkem za hranice, byli v naprosté většině vyvražděni v hrůzách šoa během druhé světové války.
Na místě bývalé synagogy byl v Sadové ulici v letech 1984–1985 postaven hotel Družba, dnes nazvaný Bristol. Na hotelu je vlevo umístěna pamětní deska připomínající synagogu, nedaleko je památník židovských obětí nacismu.

## Dnešní obec
Po osvobození v roce 1945 byla ŽNO obnovena a čítala několik stovek věřících, převážně starých lidí. Dnešní židovská obec má pouze již několik desítek členů a schází se sporadicky, pouze k oslavám větších svátků.